# Campeonato Europeo de Atletismo Sub-23 de 2007
El VI Campeonato Europeo de Atletismo Sub-23 se celebró en la ciudad de Debrecen (Hungría) del 12 al 15 de julio de 2007. La sede del evento fue el Gyulai István Athletic Stadium.

## Resultados

### Masculino
| Evento                          | Oro                                                                         | Oro         | Plata                                                                                | Plata     | Bronce                                                                         | Bronce    |
| ------------------------------- | --------------------------------------------------------------------------- | ----------- | ------------------------------------------------------------------------------------ | --------- | ------------------------------------------------------------------------------ | --------- |
| 100 m (viento: +0.2 m/s)        | Simeon Williamson Reino Unido                                               | 10.10       | Craig Pickering Reino Unido                                                          | 10.14     | Martial Mbandjock Francia                                                      | 10.27     |
| 200 m (viento: -1.9 m/s)        | Visa Hongisto · Finlandia                                                   | 20.84       | Vojtěch Šulc · República Checa                                                       | 20.91     | Rikki Fifton Reino Unido                                                       | 21.02     |
| 400 m                           | Denis Alekseyev · Rusia                                                     | 45.69       | Željko Vincek · Croacia                                                              | 45.69 s23 | Kacper Kozłowski · Polonia                                                     | 45.86     |
| 800 m                           | Marcin Lewandowski · Polonia                                                | 1:49.94     | Oleksandr Osmolovych · Ucrania                                                       | 1:50.21   | Abdesslam Merabet Francia                                                      | 1:50.31   |
| 1.500 m                         | Álvaro Rodriguez · España                                                   | 3:44.00     | Yohan Durand Francia                                                                 | 3:44.38   | Barnabás Bene · Hungría                                                        | 3:44.47   |
| 5.000 m                         | Noureddine Smaïl Francia                                                    | 13:53.15    | Andrey Safronov · Rusia                                                              | 13:54.04  | Kemal Koyuncu Turquía                                                          | 13:54.32  |
| 10.000 m                        | Anatoliy Rybakov · Rusia                                                    | 29:09.89    | Michel Butter · Países Bajos                                                         | 29:12.95  | Daniele Meucci · Italia                                                        | 29:18.26  |
| 110 m vallas (viento: -0.4 m/s) | Konstadinos Douvalidis · Grecia                                             | 13.49       | Adrien Deghelt · Bélgica                                                             | 13.59     | Emanuele Abate · Italia                                                        | 13.66     |
| 400 m vallas                    | David Greene Reino Unido                                                    | 49.58       | Fadil Bellaabouss Francia                                                            | 49.58     | Milan Kotur · Croacia                                                          | 50.14 s23 |
| 3.000 obstáculos                | Mahiedine Mekhissi Francia                                                  | 8:33.91     | Ildar Minshin · Rusia                                                                | 8:34.27   | Balázs Ott · Hungría                                                           | 8:35.04   |
| 20 km marcha                    | Valeriy Borchin · Rusia                                                     | 1:20:43     | Andrey Krivov · Rusia                                                                | 1:21:51   | Sergey Bakulin · Rusia                                                         | 1:23:33   |
| 4 x 100 metros                  | Reino Unido Ryan Scott Craig Pickering Rikki Fifton James Ellington         | 38.95 s23   | Portugal Dany Gonçalves Arnaldo Abrantes Ricardo Martins Yazaldes Nascimento         | 39.37     | Finlandia · Hannu Hämäläinen · Visa Hongisto · Rami Jokinen · Jonathan Åstrand | 39.53     |
| 4 x 400 metros                  | Rusia · Maksim Dyldin · Denis Alekseyev · Artem Sergeyenkov · Anton Kokorin | 3:02.13 s23 | Polonia · Grzegorz Klimczyk · Patryk Baranowski · Piotr Dąbrowski · Kacper Kozłowski | 3:04.76   | Alemania · Jonas Plass · Florian Schwalm · Matthias Bos · Martin Grothkopp     | 3:05.25   |
| Salto de altura                 | Linus Thörnblad · Suecia                                                    | 2.24        | Benjamin Lauckner · Alemania                                                         | 2.21      | Jussi Viita · Finlandia                                                        | 2.21      |
| Salto con pértiga               | Pavel Prokopenko · Rusia                                                    | 5.75        | Jesper Fritz · Suecia                                                                | 5.70      | Denys Fedas · Ucrania                                                          | 5.65      |
| Salto de longitud               | Michał Rosiak · Polonia                                                     | 7.94        | Petteri Lax · Finlandia                                                              | 7.89      | Roman Novotný · República Checa                                                | 7.87      |
| Triple salto                    | Gary White Reino Unido                                                      | 16.33       | Adrian Świderski · Polonia                                                           | 16.29     | Yuriy Zhuravlyev · Rusia                                                       | 16.22     |
| Peso                            | Jakub Giża · Polonia                                                        | 19.87       | Luka Rujević Serbia                                                                  | 19.55     | Aleksander Grekov · Ucrania                                                    | 19.13     |
| Disco                           | Martin Wierig · Alemania                                                    | 61.10       | Jan Marcell · República Checa                                                        | 58.48     | Apostolos Parellis Chipre                                                      | 58.16     |
| Martillo                        | Yury Shayunou · Bielorrusia                                                 | 74.92       | Kristóf Németh · Hungría                                                             | 72.56     | Marcel Lomnický · Eslovaquia                                                   | 72.17     |
| Jabalina                        | Alexander Vieweg · Alemania                                                 | 79.56       | Karlis Alaynis Letonia                                                               | 76.83     | Oleksandr Pyatnytsya · Ucrania                                                 | 76.28     |
| Decatlón                        | Andrei Krauchanka · Bielorrusia                                             | 8492        | Pascal Behrenbruch · Alemania                                                        | 8239      | Arkadiy Vasilyev · Rusia                                                       | 8179      |

### Femenino
| Evento                          | Oro                                                                                     | Oro          | Plata                                                                            | Plata       | Bronce                                                                               | Bronce   |
| ------------------------------- | --------------------------------------------------------------------------------------- | ------------ | -------------------------------------------------------------------------------- | ----------- | ------------------------------------------------------------------------------------ | -------- |
| 100 m (viento: -2.0 m/s)        | Verena Sailer · Alemania                                                                | 11.66        | Montell Douglas Reino Unido                                                      | 11.66       | Myriam Soumaré Francia                                                               | 11.68 =  |
| 200 m (viento: -1.1 m/s)        | Yuliya Chermoshanskaya · Rusia                                                          | 23.19        | Nelly Banco Francia                                                              | 23.36       | Marta Jeschke · Polonia                                                              | 23.42    |
| 400 m                           | Lyudmila Litvinova · Rusia                                                              | 51.25        | Olga Tovarnova · Rusia                                                           | 51.57       | Xenia Zadorina · Rusia                                                               | 51.78    |
| 800 m                           | Mariya Zhuravlyova · Rusia                                                              | 2:00.86      | Élodie Guégan Francia                                                            | 2:01.26     | Vanja Perišić · Croacia                                                              | 2:01.34  |
| 1.500 m                         | Abby Westley Reino Unido                                                                | 4:15.48      | Elizabeth Brathwaite Reino Unido                                                 | 4:16.45     | Tatyana Beltyukova · Rusia                                                           | 4:16.49  |
| 5.000 m                         | Laura Whittle Reino Unido                                                               | 16:22.28     | Volha Minina · Bielorrusia                                                       | 16:27.31    | Marta Romo · España                                                                  | 16:29.56 |
| 10.000 m                        | Volha Minina · Bielorrusia                                                              | 33:06.37 s23 | Irina Sergeyeva · Rusia                                                          | 33:08.69    | Alina Prokopeva · Rusia                                                              | 33:09.63 |
| 100 m vallas (viento: -0.3 m/s) | Nevin Yanit Turquía                                                                     | 12.90        | Christina Vukicevic · Noruega                                                    | 13.08 s23   | Jessica Ennis Reino Unido                                                            | 13.09    |
| 400 m vallas                    | Angela Moroşanu · Rumania                                                               | 54.50        | Irina Obedina · Rusia                                                            | 55.19       | Zuzana Hejnová · República Checa                                                     | 55.93    |
| 3.000 m obstáculos              | Katarzyna Kowalska · Polonia                                                            | 9:39.40 s23  | Ancuța Bobocel · Rumania                                                         | 9:41.84 s23 | Sara Moreira Portugal                                                                | 9:42.47  |
| 20 km marcha                    | Tatyana Shemyakina · Rusia                                                              | 1:28:48      | Svetlana Solovyeva · Rusia                                                       | 1:33:58     | Olga Suranova · Rusia                                                                | 1:34:41  |
| 4 x 100 metros                  | Rusia · Yuna Mekhti-Zade · Ksenia Ryzhova · Natalya Murinovich · Yuliya Chermoshanskaya | 43.67        | Alemania · Anne-Kathrin Elbe · Verena Sailer · Mareike Peters · Anne Möllinger   | 43.75       | Polonia · Paulina Siemieniako · Ewelina Ptak · Marta Jeschke · Iwona Brzezińska      | 43.78    |
| 4 x 400 metros                  | Rusia · Olga Tovarnova · Xenia Zadorina · Yelena Novikova · Lyudmila Litvinova          | 3:26.58 s23  | Francia Marie-Angélique Lacordelle Symphora Béhi Virginie Michanol Thélia Sigère | 3:30.56     | Ucrania · Hanna Platitsyna · Kseniya Karandyuk · Yuliya Irhina · Oleksandra Peycheva | 3:33.90  |
| Salto de altura                 | Svetlana Shkolina · Rusia                                                               | 1.92         | Antonia Steryiou · Grecia                                                        | 1.92        | Ebba Jungmark · Suecia                                                               | 1.89     |
| Salto con pértiga               | Aleksandra Kiryashova · Rusia                                                           | 4.50 =       | Anna Schultze · Alemania                                                         | 4.35        | Anna Battke · Alemania                                                               | 4.35     |
| Salto de longitud               | Anna Nazarova · Rusia                                                                   | 6.81         | Denisa Ščerbová · República Checa                                                | 6.80        | Yelena Sokolova · Rusia                                                              | 6.71     |
| Triple salto                    | Liliya Kulyk · Ucrania                                                                  | 14.39 s23    | Yekaterina Kayukova · Rusia                                                      | 14.11       | Anastasiya Potapova · Rusia                                                          | 13.99    |
| Peso                            | Irina Tarasova · Rusia                                                                  | 18.26        | Denise Hinrichs · Alemania                                                       | 17.56       | Anna Avdeyeva · Rusia                                                                | 17.47    |
| Disco                           | Kateryna Karsak · Ucrania                                                               | 64.40        | Veronika Watzek · Austria                                                        | 57.15       | Svetlana Saykina · Rusia                                                             | 56.92    |
| Martillo                        | Maryia Smaliachkova · Bielorrusia                                                       | 69.34        | Lenka Ledvinová · República Checa                                                | 67.63 s23   | Nataliya Zolotukhina · Ucrania                                                       | 67.00    |
| Jabalina                        | Linda Stahl · Alemania                                                                  | 62.17 s23    | Annika Suthe · Alemania                                                          | 57.86       | Madara Palameika Letonia                                                             | 57.07    |
| Heptatlón                       | Viktorija Žemaitytė · Lituania                                                          | 6219         | Jolanda Keizer · Países Bajos                                                    | 6219        | Julia Mächtig · Alemania                                                             | 6151     |

## Medallero
| Núm. | País            | Oro | Plata | Bronce | Total |
| ---- | --------------- | --- | ----- | ------ | ----- |
| 1    | Rusia           | 15  | 8     | 11     | 34    |
| 2    | Reino Unido     | 6   | 3     | 2      | 11    |
| 3    | Alemania        | 4   | 6     | 3      | 13    |
| 4    | Polonia         | 4   | 2     | 3      | 9     |
| 5    | Bielorrusia     | 4   | 1     | 0      | 5     |
| 6    | Francia         | 2   | 5     | 3      | 10    |
| 7    | Ucrania         | 2   | 1     | 5      | 8     |
| 8    | Finlandia       | 1   | 1     | 2      | 4     |
| 9    | Suecia          | 1   | 1     | 1      | 3     |
| 10   | Grecia          | 1   | 1     | 0      | 2     |
| 10   | Rumania         | 1   | 1     | 0      | 2     |
| 12   | España          | 1   | 0     | 1      | 2     |
| 12   | Turquía         | 1   | 0     | 1      | 2     |
| 14   | Lituania        | 1   | 0     | 0      | 1     |
| 15   | República Checa | 0   | 4     | 2      | 6     |
| 16   | Países Bajos    | 0   | 2     | 0      | 2     |
| 17   | Croacia         | 0   | 1     | 2      | 3     |
| 17   | Hungría         | 0   | 1     | 2      | 3     |
| 19   | Portugal        | 0   | 1     | 1      | 2     |
| 19   | Letonia         | 0   | 1     | 1      | 2     |
| 21   | Austria         | 0   | 1     | 0      | 1     |
| 21   | Bélgica         | 0   | 1     | 0      | 1     |
| 21   | Noruega         | 0   | 1     | 0      | 1     |
| 21   | Serbia          | 0   | 1     | 0      | 1     |
| 25   | Italia          | 0   | 0     | 2      | 2     |
| 26   | Chipre          | 0   | 0     | 1      | 1     |
| 26   | Eslovaquia      | 0   | 0     | 1      | 1     |

## Récords

### Mejores marcas europeas sub-23
| Atleta                                                        | Nación      | Prueba                   | Marca   | Ronda | Fecha       |
| ------------------------------------------------------------- | ----------- | ------------------------ | ------- | ----- | ----------- |
| Ryan Scott Craig Pickering Rikki Fifton James Ellington       | Reino Unido | 4 x 100 metros masculino | 38.95   | Final | 15 de julio |
| Maksim Dyldin Denis Alekseyev Artem Sergeyenkov Anton Kokorin | Rusia       | 4 x 400 metros masculino | 3:02.13 | Final | 15 de julio |
| Olga Tovarnova Xenia Zadorina Yelena Novikova                 | Rusia       | 4 x 400 metros femenino  | 3:26.58 | Final | 15 de julio |

### Récords del campeonato
| Atleta                                                        | Nación      | Prueba                   | Marca   | Ronda     | Fecha       |
| ------------------------------------------------------------- | ----------- | ------------------------ | ------- | --------- | ----------- |
| Martial Mbandjock                                             | Francia     | 100 metros masculino     | 10.27   | Semifinal | 12 de julio |
| Simeon Williamson                                             | Reino Unido | 100 metros masculino     | 10.10   | Final     | 13 de julio |
| Kateryna Karsak                                               | Ucrania     | Disco                    | 64.40   | Final     | 13 de julio |
| Katarzyna Kowalska                                            | Polonia     | 3000 m obstáculos        | 9:39.40 | Final     | 13 de julio |
| Ryan Scott Craig Pickering Rikki Fifton James Ellington       | Reino Unido | 4 x 100 metros masculino | 38.95   | Final     | 15 de julio |
| Maksim Dyldin Denis Alekseyev Artem Sergeyenkov Anton Kokorin | Rusia       | 4 x 400 metros masculino | 3:02.13 | Final     | 15 de julio |
| Olga Tovarnova Xenia Zadorina Yelena Novikova                 | Rusia       | 4 x 400 metros femenino  | 3:26.58 | Final     | 15 de julio |
| Tatyana Shemyakina                                            | Rusia       | 20 km marcha             | 1:28:48 | Final     | 15 de julio |
| Linda Stahl                                                   | Alemania    | Jabalina                 | 62.17   | Final     | 15 de julio |

### Mejores marcas españolas sub-23
| Atleta        | Prueba            | Marca   | Ronda     | Fecha       |
| ------------- | ----------------- | ------- | --------- | ----------- |
| Teresa Urbina | 3000 m obstáculos | 9:57.86 | Semifinal | 13 de julio |